# Lebia fuscata
Lebia fuscata är en skalbaggsart som beskrevs av Pierre François Marie Auguste Dejean. Lebia fuscata ingår i släktet Lebia och familjen jordlöpare. Inga underarter finns listade i Catalogue of Life.